# Пархикасы
Пархикасы́ (чув. Пархикасси) — деревня в Чебоксарском районе Чувашской Республики, административный центр Синьял-Покровского сельского поселения.

## Население
| 2010 | 2012 |
| ---- | ---- |
| 490  | ↗506 |

Численность жителей деревни увеличилась с 534 (2013) до 553 человек (2016).

## Архитектура и достопримечательности
В центре деревни, на пересечении улиц Молодёжная, Садовая и Октябрьская располагается мемориал Великой Отечественной войны с памятником «Павшим воинам».
В Пархикасах 7 улиц: Молодёжная, Октябрьская, Садовая, Шоссейная, Тепличная, Компрессорная и Подстанционная. Жилой фонд состоит из 119 частных и 2 многоквартирных домов.

## Экономика
В Пархикасах действуют торговые и с/х предприятия: СПК «Пучах», ООО «Зёрнышко», ООО «Кузя» и магазин Ишлейского РайПО. На юго-восточной окраине деревни располагается компрессорная станция КС-6 Ишлейская «Газпром-Трансгаз Нижний Новгород».

## Культура
Центром культурной деятельности деревни является Дом Культуры (Информационно-культурный центр), основанный в 1983 году. На втором этаже здания работает сельская библиотека.
В июне 2016 года в деревне провели праздник «Акатуй». Право проведения народного праздника Пархикасы выиграли среди других сельских поселений района.
19 октября 2016 года в Пархикасинском Доме Культуры прошёл третий день II-го сельского кинофестиваля «Люблю тебя, мой край родной».

## Спорт
В декабре 2016 года рядом со школой на средства, выделенные поселению за победу в социально-экономическом соревновании по итогам работы в 2015 году, построена новая хоккейная площадка.

## Образование
В деревне действуют детский сад «Белочка» и Синьял-Покровская средняя школа.

## Здравоохранение
19 июня 2015 года в Пархикасах на улице Садовая открыли новый ФАП.

## Известные жители
Участники Великой Отечественной войны:
- Мочалов Михаил Николаевич,
- братья Отяевы,
- Толстов Михаил Павлович.[6]